# Can Peric (Riells del Fai)
Can Peric és una masia del poble de Riells del Fai, en el terme municipal de Bigues i Riells, al Vallès Oriental.
Està situada a prop del poble, al nord, entre Riells del Fai i la Vall Blanca. És a la dreta del torrent de Llòbrega, a prop i a llevant de Can Batlles.